# Småfolk
För andra betydelser, se Småfolk (olika betydelser).

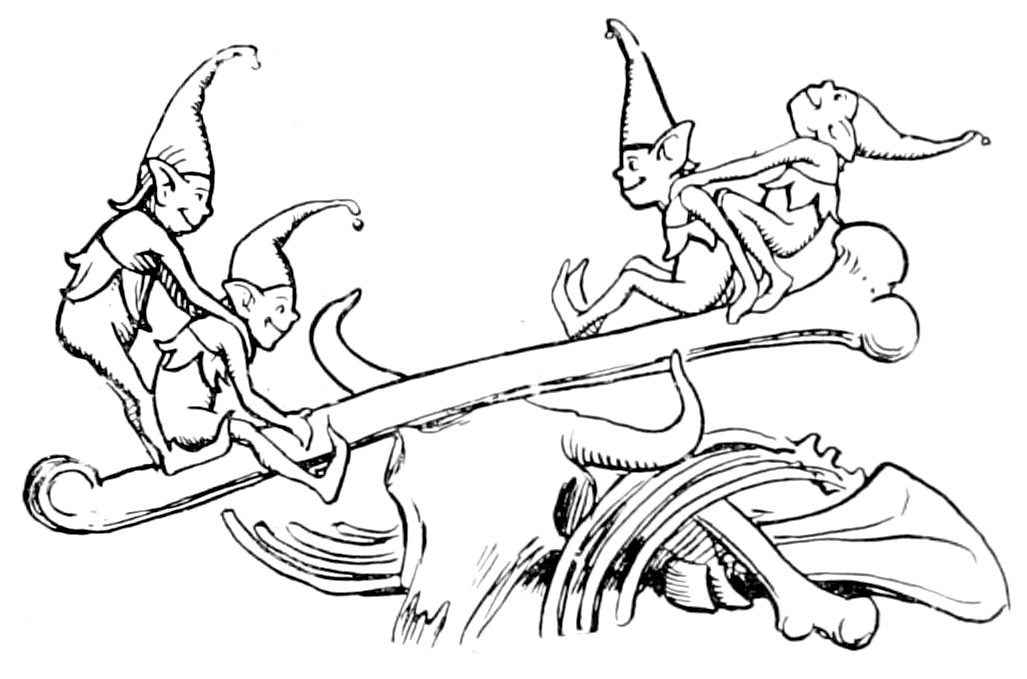
Illustration av småfolk.

Småfolk är mytiska små, ofta människoliknande väsen i sagor och folktro. Exempel är tomtar, dvärgar, di sma undar jordi, leprechauner, vättar, pysslingar och annat oknytt.

## Exempel på böcker om småfolk
- Lynne Reid Banks: Indianen i skåpet
- Astrid Lindgren: novellerna om Nils Karlsson Pyssling och Peter och Petra
- Mary Norton: böckerna om Lånarna
- Holly Black, Tony Diterlizzi: Arthur Spiderwick's fälthandbok över vår sagolika omgivning